# Guglielmo Colombo
Guglielmo Colombo (fl. XX secolo) è stato un calciatore italiano, di ruolo difensore.

## Carriera
Con il Legnano disputa tre campionati, 3 partite in Prima Categoria 1919-1920, 19 gare ed una rete in Prima Divisione 1921-1922, e 17 gare nel campionato di Prima Divisione 1922-1923.